# Beijer Hockey Games 2020
28. edycja turnieju Beijer Hockey Games była rozgrywana w dniach 6–9 lutego 2020 roku. Brały w niej udział cztery reprezentacje: Czech, Szwecji, Finlandii i Rosji. Każdy zespół rozegrał po trzy spotkania, łącznie odbyło się sześć meczów. Pięć spotkań rozegrano w hali Ericsson Globe w Sztokholmie, jeden mecz odbył się w stolicy Finlandii Helsinkach w hali Helsingin jäähalli. Turniej był trzecim, zaliczanym do klasyfikacji Euro Hockey Tour w sezonie 2019/2020.

## Wyniki
| 6 lutego 2020 | Finlandia | 3:0 | Rosja | Helsingin jäähalli, Helsinki |

| Szczegóły      | Szczegóły                                                             | Szczegóły       | Szczegóły  | Szczegóły                                                                                               |
| -------------- | --------------------------------------------------------------------- | --------------- | ---------- | --- |
| Godzina: 18:30 | T. Pulkkinen (EQ) 00:37 J. Nättinen (EQ) 05:43 J. Junttila (EQ) 06:54 | (3:0, 0:0, 0:0) |            | Widzów: 6 230 Sędzia główny: Rene Hradil Pavel Hodek Sędziowie liniowi: Lauri Nikulainen Hannu Sormunen |
| Godzina: 18:30 | 8 min. kar                                                            |                 | 8 min. kar | Widzów: 6 230 Sędzia główny: Rene Hradil Pavel Hodek Sędziowie liniowi: Lauri Nikulainen Hannu Sormunen |

| 6 lutego 2020 | Czechy | 1:2 | Szwecja | Ericsson Globe, Sztokholm |

| Szczegóły      | Szczegóły             | Szczegóły       | Szczegóły                                   | Szczegóły                                                                                                  |
| -------------- | --------------------- | --------------- | ------------------------------------------- | --- |
| Godzina: 19:00 | D. Šťastný (EQ) 09:03 | (1:0, 0:1, 0:1) | 31:34 (EQ) F. Händemark 55:10 (EQ) M. Bromé | Widzów: 9 613 Sędzia główny: Joonas Kova Aaro Brännare Sędziowie liniowi: Tobias Nordlander Anders Nyqvist |
| Godzina: 19:00 | 12 min. kar           |                 | 4 min. kar                                  | Widzów: 9 613 Sędzia główny: Joonas Kova Aaro Brännare Sędziowie liniowi: Tobias Nordlander Anders Nyqvist |

| 8 lutego 2020 | Finlandia | 1:3 | Czechy | Ericsson Globe, Sztokholm |

| Szczegóły      | Szczegóły                 | Szczegóły       | Szczegóły                                                       | Szczegóły                                                                                               |
| -------------- | ------------------------- | --------------- | --------------------------------------------------------------- | --- |
| Godzina: 12:30 | J. Karjalainen (EQ) 10:00 | (1:1, 0:1, 0:1) | 03:53 (SH) R. Horák 39:54 (EQ) T. Zohorna 58:54 (SH) H. Zohorna | Widzów: 3 769 Sędzia główny: Linus Öhlund Tobias Björk Sędziowie liniowi: Daniel Persson Gustav Jonsson |
| Godzina: 12:30 | 6 min. kar                |                 | 8 min. kar                                                      | Widzów: 3 769 Sędzia główny: Linus Öhlund Tobias Björk Sędziowie liniowi: Daniel Persson Gustav Jonsson |

| 8 lutego 2020 | Szwecja | 5:2 | Rosja | Ericsson Globe, Sztokholm |

| Szczegóły      | Szczegóły | Szczegóły       | Szczegóły                                       | Szczegóły                                                                                                 |
| -------------- | --- | --------------- | ----------------------------------------------- | --- |
| Godzina: 17:30 | M. Nilsson (EQ) 00:46 S. Fagemo (PP) 30:46 E. Sylvegård (EQ) 34:45 L. Bengtsson (EQ) 48:08 L. Bengtsson (PP) 50:59 | (1:0, 2:0, 2:2) | 47:04 (EQ) P. Porjadin 53:33 (EQ) P. Kudriawcew | Widzów: 13 850 Sędzia główny: Joonas Kova Aaro Brännare Sędziowie liniowi: Emil Yletyinen Ludvig Lundgren |
| Godzina: 17:30 | 8 min. kar |                 | 10 min. kar                                     | Widzów: 13 850 Sędzia główny: Joonas Kova Aaro Brännare Sędziowie liniowi: Emil Yletyinen Ludvig Lundgren |

| 9 lutego 2020 | Rosja | 3:4 pk. | Czechy | Ericsson Globe, Sztokholm |

| Szczegóły      | Szczegóły                                                             | Szczegóły                 | Szczegóły                                                                              | Szczegóły                                                                                                |
| -------------- | --------------------------------------------------------------------- | ------------------------- | -------------------------------------------------------------------------------------- | --- |
| Godzina: 12:15 | A. Kajumow (PP) 11:24 A. Swietłakow (SH) 36:01 P. Porjadin (EQ) 57:04 | (1:1, 1:0, 1:2, 0:0, 0:1) | 19:14 (EQ) J. Flek 53:43 (PP) J. Kostalek 59:59 (EQ) J. Kostalek 65:00 (SO) J. Krejčík | Widzów: 3 461 Sędzia główny: Linus Öhlund Tobias Björk Sędziowie liniowi: Emil Yletyinen Ludvig Lundgren |
| Godzina: 12:15 | 22 min. kar                                                           |                           | 12 min. kar                                                                            | Widzów: 3 461 Sędzia główny: Linus Öhlund Tobias Björk Sędziowie liniowi: Emil Yletyinen Ludvig Lundgren |

| 9 lutego 2020 | Szwecja | 5:1 | Finlandia | Ericsson Globe, Sztokholm |

| Szczegóły      | Szczegóły | Szczegóły       | Szczegóły              | Szczegóły |
| -------------- | --- | --------------- | ---------------------- | --- |
| Godzina: 15:45 | L. Johansson (EQ) 02:42 S. Fagemo (PP) 08:37 D. Zaar (EQ) 15:43 D. Everberg (EQ) 36:14 L. Johansson (EN) 58:48 | (3:1, 1:0, 1:0) | 19:52 (EQ) J. Mustonen | Widzów: 12 166 Sędzia główny: Denis Naumow Siergiej Judakow Sędziowie liniowi: Daniel Persson Gustav Jonsson |
| Godzina: 15:45 | 8 min. kar |                 | 2 min. kar             | Widzów: 12 166 Sędzia główny: Denis Naumow Siergiej Judakow Sędziowie liniowi: Daniel Persson Gustav Jonsson |

## Klasyfikacja
| Poz. | Zespół    | M | Pkt | Z | WpD | PpD | P | G+ | G- | +/- |
| ---- | --------- | - | --- | - | --- | --- | - | -- | -- | --- |
| 1    | Szwecja   | 3 | 9   | 3 | 0   | 0   | 0 | 12 | 4  | +8  |
| 2    | Czechy    | 3 | 5   | 1 | 1   | 0   | 1 | 8  | 6  | +2  |
| 3    | Finlandia | 3 | 3   | 1 | 0   | 0   | 2 | 5  | 8  | -3  |
| 4    | Rosja     | 3 | 1   | 0 | 0   | 1   | 2 | 5  | 12 | -7  |